# Spil'na Sprava

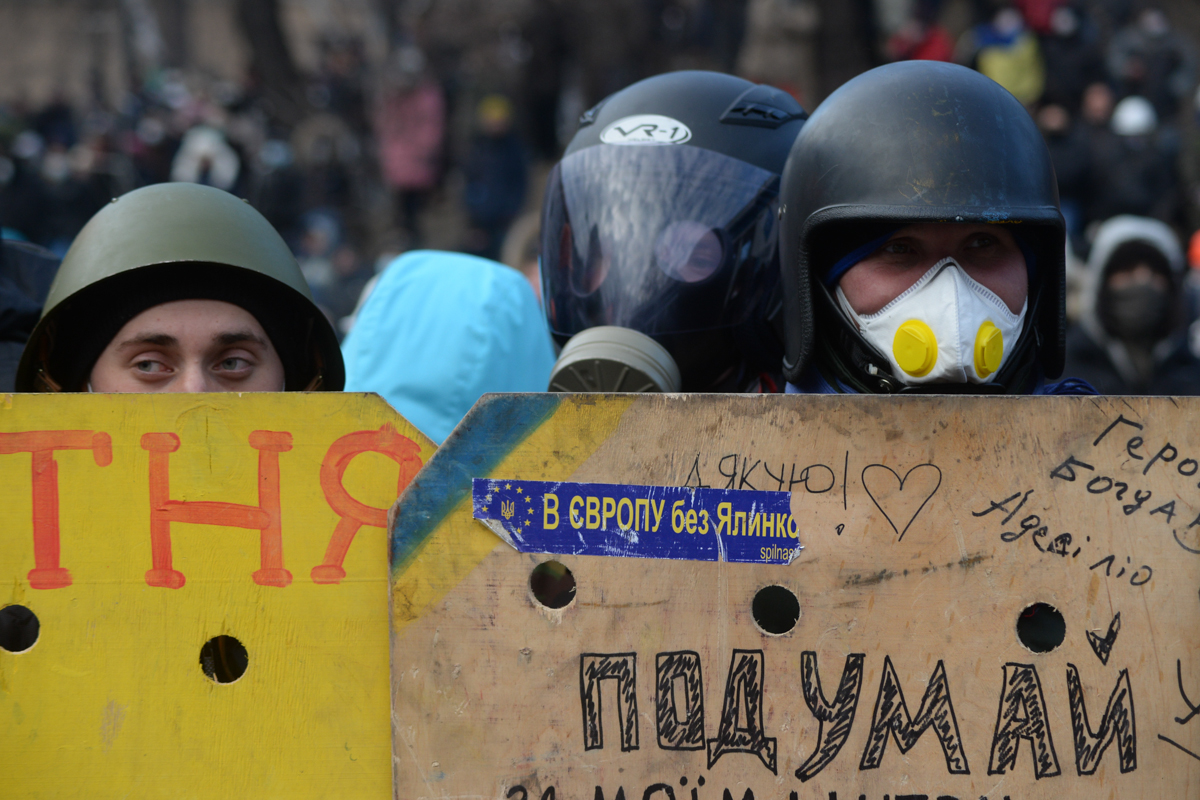
Appartenenti al movimento Spil'na Sprava con scudi di legno durante le proteste dell’inverno 2013/2014

Spil'na Sprava (in ucraino Спільна справа?, lett. "Causa Comune") è un movimento di opposizione in Ucraina. È salito alla ribalta delle cronache nel gennaio 2014 quando, durante la rivoluzione di Euromaidan, adottò come tattica di resistenza civica l'occupazione di diversi edifici pubblici a Kiev, la capitale del paese, come ad esempio l'edificio del Ministero di Giustizia, l'edificio del Ministero delle Politiche Agricole e il Ministero del Carburante e dell'Energia (quest'ultimo per qualche ora il 25 gennaio, solamente per dimostrare che poteva prendere il controllo di qualsiasi edificio qualora lo volesse). 
Il leader di Spil'na Sprava è Oleksandr Danyljuk, avvocato e attivista per i diritti civili, che fu in passato coinvolto in campagne di protesta contro l'ex Presidente Leonid Kučma e in seguito contro il sindaco di Kiev Leonid Černovec'kyj. 
Durante Euromaidan Spil'na Sprava si è rifiutata di cooperare con gli altri attori delle proteste. Alcuni dei partiti di occupazione hanno addirittura accusato Spil'na Sprava di adottare tattiche troppo "estreme" e spingersi troppo in là con le provocazioni, minando il processo di dialogo con l'ex Presidente Viktor Janukovyč e l'ex governo guidato dal Primo Ministro Azarov. In particolare, le relazioni tra Spil'na Sprava e l'altro partito di opposizione Svoboda sono state particolarmente tese, soprattutto dopo che gli attivisti di quest'ultimo hanno allontanato gli appartenenti al movimento dal Ministero dell'Agricoltura e dal Municipio cittadino. 
Il 3 febbraio 2014 la stampa ha riportato che il leader del movimento Danyljuk è giunto a Londra per fuggire da un'imminente richiesta di arresto da parte di forze vicine all'ex Presidente.